# Ianthopsis bovallii
Ianthopsis bovallii is een pissebed uit de familie Acanthaspidiidae. De wetenschappelijke naam van de soort is voor het eerst geldig gepubliceerd in 1884 door Studer. De naam verwijst naar de Zweedse natuurwetenschapper Carl Erik Alexander Bovallius.